# Jaime Juan Falcó
Jaime Juan Falcó y Segura o Iacobus Falco (Valencia, 1522-Madrid, 1594) fue un humanista, matemático y poeta latino español del Renacimiento, lugarteniente de la orden de Montesa.
La mayoría de sus versos latinos están incluidos en los cinco libros de sus Opera Poética (Madrid, 1600), en los que se contienen composiciones epigramáticas de tema muy vario, desde el Saco de Roma hasta El Escorial. Pero además es autor de un tratado De quadratura circuli (Valencia, 1587), un poema sobre este insoluble problema matemático de nulo valor científico en dímetros yámbicos técnicamente muy correctos. Parece que también versificó nada menos que la Ética de Aristóteles.